# Rizjskaja (metrostation TPK)
Rizjskaja (Russisch: Рижская uitspraakⓘ) is een station aan de Grote Ringlijn van de Moskouse metro dat op 1 maart 2023 werd geopend als onderdeel van het deeltraject Lefortovo – Savjolovskaja. 

## Naam en ligging
Het station werd aanbesteed als Rizjskaja maar is op 8 april 2015 Rzjevskaja (Russisch: Ржевская) genoemd naar de gelijknamige voorstadshalte die boven het station ligt. Op 5 november 2019 werd teruggekeerd naar de oorspronkelijke naam Rizjskaja. Het bouwterrein ligt op de plaats van de voormalige Rigase Radiomarkt naast het Krestovski viaduct. Van alle stations van de Grote ringlijn ligt het het dichtst bij het Kremlin en is samen met Roebtsovskaja  een van de twee in het centrale district van Moskou. Het station krijgt een overstap naar de Kaloezjsko-Rizjskaja-lijn door een verbindingstunnel naar Rizjskaja. De verdeelhallen komen aan de beide uiteinden van het station. De westelijke sluit aan op een bestaande voetgangerstunnel onder het stationsplein van Station Moskva Rizjskaja, de oostelijke komt bij de voorstadshalte Rzjevskaja waarmee ook een overstap mogelijk is naar de voorstadstreinen. 

## Ontwerp
Het ontwerp van het station werd in 2013 door het Spaanse bedrijf Bustren ter hand genomen. Dat ontwerp werd echter verworpen en in 2016 kwam er een Russisch ontwerp voor een pylonenstation
De inrichting van het station kwam tot stand via een stemming op het inspraakportaal “actieve burgers”, dat op 13 juni 2017 koos voor het ontwerp van Blank ARCHITECTS (Россия). Het ontwerp symboliseert de poorten naar de stad en de doorgangen tussen de pylonen zijn dan ook als poort uitgevoerd.  

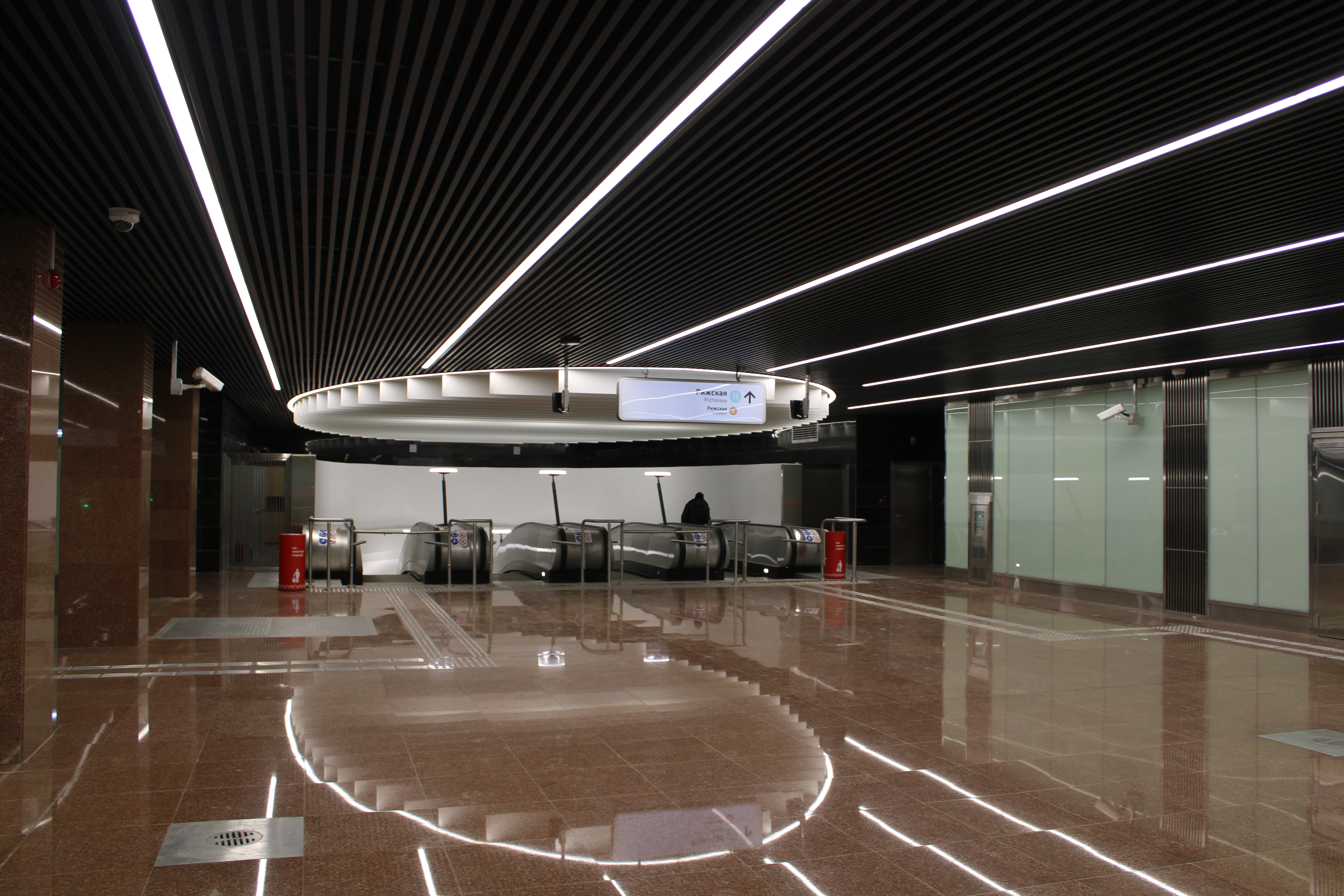
Het interieur van de stationshal.
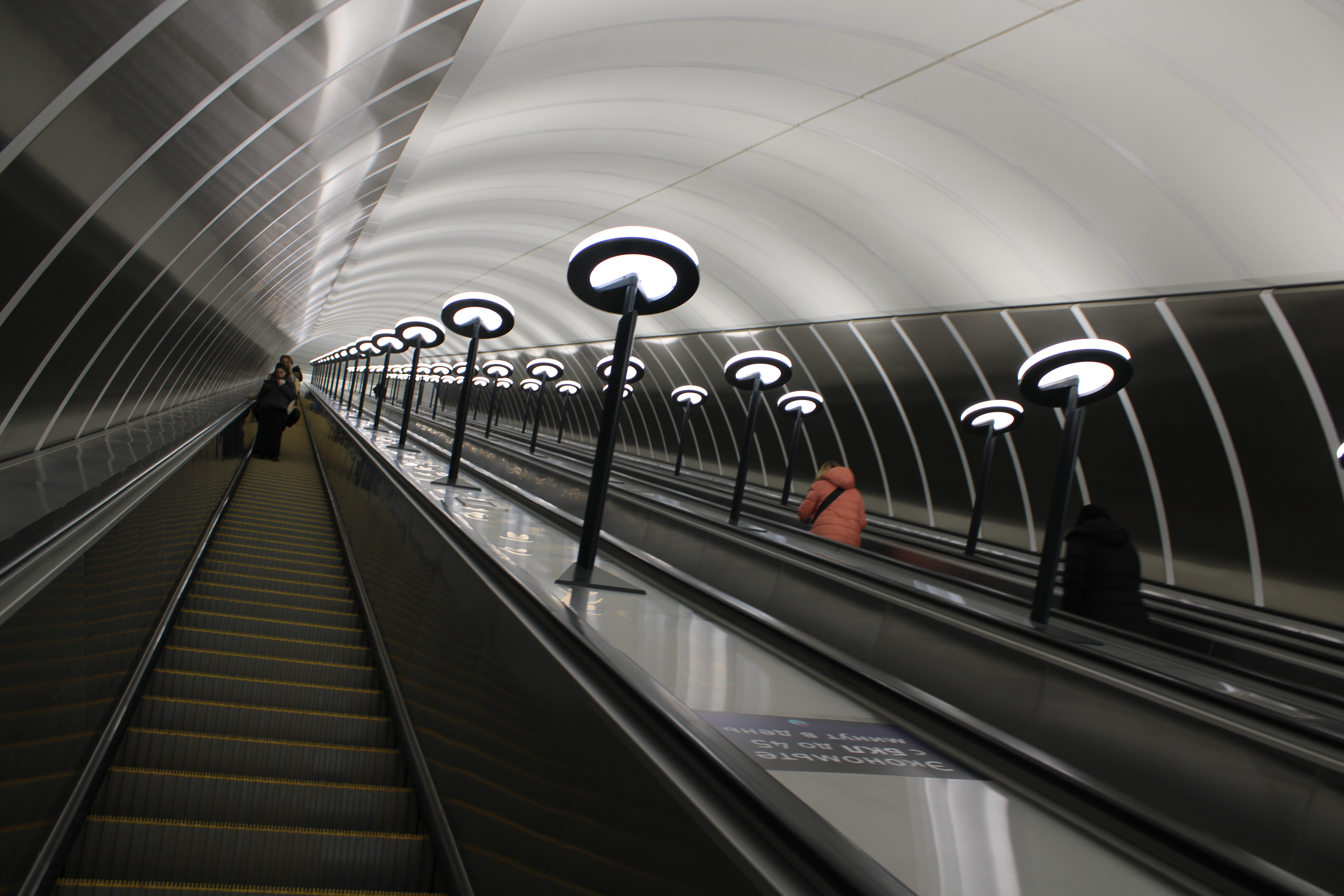
De roltrappen tussen hal en perron.
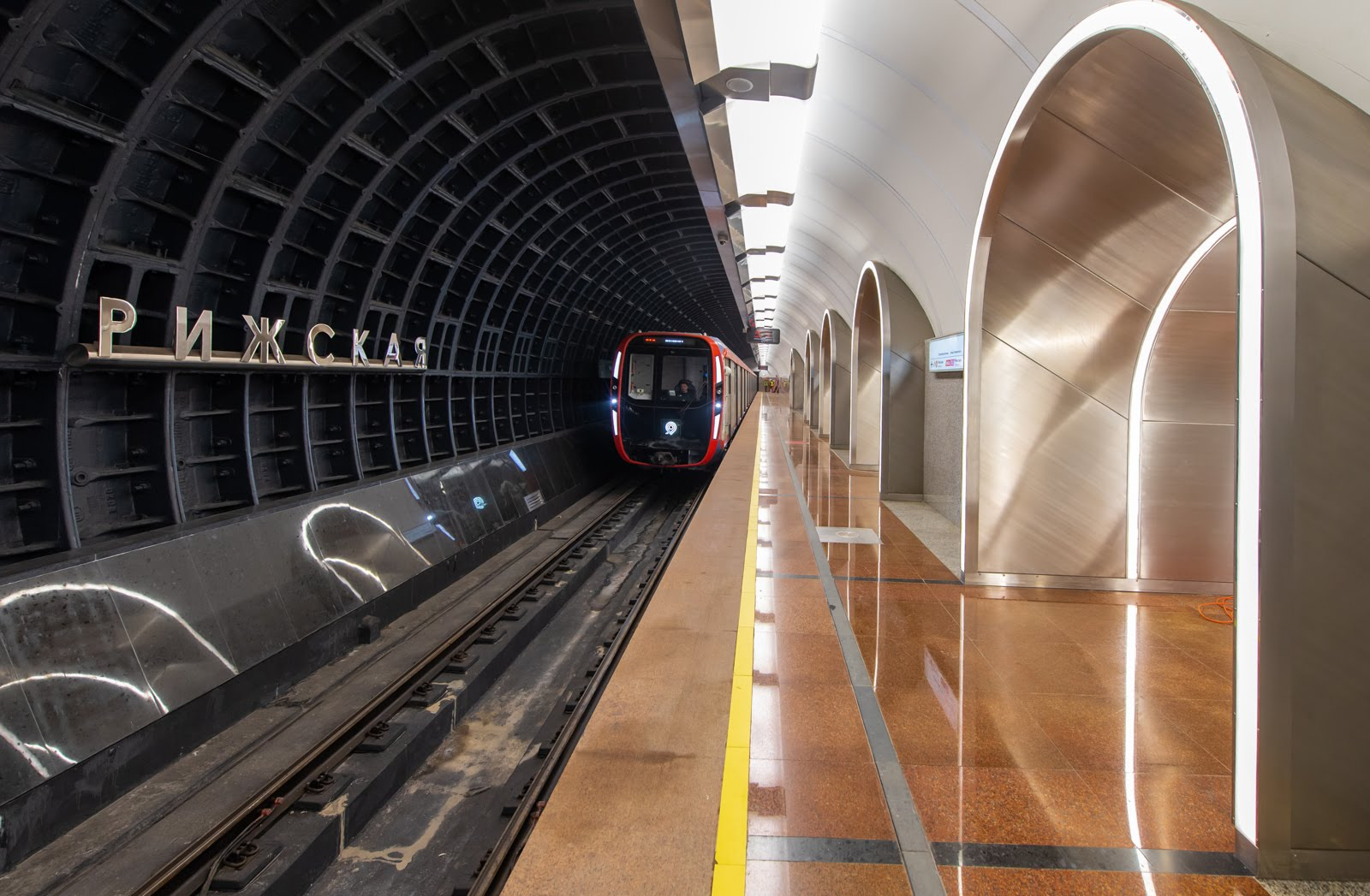
Langs het perron.

## Chronologie
- Maart 2017 Op het terrein van het voormalige 4e busdepot, naast spoorwegdepot Moskou 2, begint de bouw van startschacht 17.
- Mei 2017 De afwerking van de startschacht voor de tunnelboormachines begint.
- Juni 2017 Vloer van de startschacht wordt gestort.
- 20 juli 2017 De bouw van de aansluiting vanaf Rizjskaja aan de Kaloezjsko-Rizjskaja-lijn gaat van start.
- 20 februari 2018 Het boren van een tweede schacht begint op de bouwplaats van het station.
- 19 september 2018 De bouw van de twee tunnelboormachines voor de tunnels richting Savjolovskaja begint voor de geplande start begin 2019.
- 18 december 2018 Het boren van de noordelijke tunnelbuis naar  Savjolovskaja begint.
- 11 maart 2019 Het boren van de roltrapschacht, van ongeveer 118,5 lengte, gaat van start.